# Montana (Bulgarie)
Pour les articles homonymes, voir Montana (homonymie).
Montana (en bulgare : Монтана) est une ville du nord-ouest de la Bulgarie et le centre administratif de l'oblast de Montana. Elle est située à 50 km au sud du Danube, 40 km au nord-ouest de Vratsa et 30 km à l'est de la frontière avec la Serbie. La ville compte une population de 44 602 habitants (31 décembre 2010).

## Noms
Montana est le nom romain de la ville dans l'Antiquité tardive (elle se trouvait alors en Dacie aurélienne) ; après l'arrivée des Slaves au VIe siècle, apparaît le nom de Koutlovitsa, que les Ottomans transforment en Kutlofça. En 1890, la ville est nommée Ferdinand en l'honneur de Ferdinand I de Bulgarie mais les communistes bulgares la rebaptisent, le 1er mars 1945, du nom de Mihaïlovgrad en l'honneur de leur camarade Christo Mikhaïlov, leader des grèves et soulèvements locaux de l'automne 1923, mort en 1944. En 1993, un décret du président Jeliou Jelev lui attribue le nom de Montana.